# Notholca baikalensis
Notholca baikalensis är en hjuldjursart som beskrevs av Jaschnov 1922. Notholca baikalensis ingår i släktet Notholca och familjen Brachionidae. Inga underarter finns listade i Catalogue of Life.